# فضای برداری نرم‌دار

سلسله مراتب فضاهای ریاضیاتی، فضاهای نرم‌دار در این نمودار شامل فضاهای ضرب داخلی و زیرمجموعه‌ای از فضاهای متری هستند که خود فضاهای متری زیرمجموعه فضاهای برداری نرم‌دار می‌باشند.

در ریاضیات، فضای برداری نرم‌دار (به انگلیسی: Normed Vector Space) یا فضای نرم‌دار، فضایی برداری روی اعداد حقیقی یا مختلط است که برای آن نرم تعریف شده باشد. نرم، صوری سازی و تعمیم مفهوم «طول» در جهان واقعی را به فضاهای برداری حقیقی تعمیم می‌دهد. نرم، تابعی حقیقی-مقدار است که روی فضای برداری عریف شده و اکثراً به صورت {\displaystyle x\mapsto \|x\|,} نمایش داده شده و دارای خواص زیر است:
1. نامنفی است، یعنی برای هر بردار {\displaystyle x} داریم {\displaystyle \|x\|\geq 0}.
2. روی بردارهای ناصفر، بزرگتر از صفر است:
{\displaystyle \|x\|=0\Longleftrightarrow x=0.}
3. برای هر بردار {\displaystyle x}، و هر اسکالر {\displaystyle \alpha } داریم:
{\displaystyle \|\alpha x\|=|\alpha |\|x\|.}
4. نامساوی مثلثی برقرار است، یعنی برای هر دو بردار {\displaystyle x,y} داریم:
{\displaystyle \|x+y\|\leq \|x\|+\|y\|.}

برای هر نرم از طریق رابطه زیر یک متر تعریف می‌شود:
{\displaystyle d(x,y)=\|y-x\|.}
که فضای برداری نرم دار را تبدیل به یک فضای متری و یک فضای برداری توپولوژیکی می‌کند. اگر متر {\displaystyle d} مذکور کامل باشد، به فضای نرم دار مورد نظر، فضای باناخ می‌گویند.

## پیوندهای بیرونی
- پرونده‌های رسانه‌ای مربوط به Normed spaces در ویکی‌انبار